# Interbases

Posição do interbase ou shortstop.

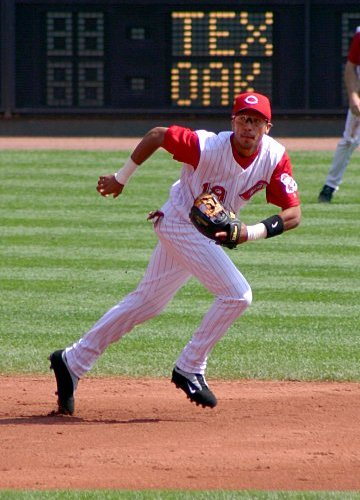

No beisebol, o interbases (SS), ou shortstop, é o jogador que ocupa a posição entre a segunda e terceira bases. Essa posição é considerada por muitos uma das mais difíceis e dinâmicas, devido à localização em que joga. A razão se deve a um maior número de rebatedores destros que canhotos e a maioria dos rebatedores tendem a golpear a bola na direção que vai seu taco. Isso resulta em uma grande quantidade de bolas mandadas na direção do interbases. No sistema numérico usado para a anotação de partidas, o interbases corresponde ao número 6.
O interbases deve cobrir a segunda base em situações de queimada dupla e também quando a bola é atingida para a primeira base, ao arremessador ou ao receptor. Em algumas ocasiões também deve cobrir a terceira base, como quando numa bola de sacrifício.
A posição de interbases requer um boa habilidade para apanhar e lançar a bola, e também requer que quem jogue nesta posição tenha boa reação e se mova com rapidez. Essa posição é jogada exclusivamente por jogadores destro, já que é mais fácil para realizar um lançamento até a primeira base ou segunda base desde a localização do interbases, pois não necessita girar tanto o corpo como um canhoto.
Dependendo da jogada o interbases é o jogador que comanda o jogo, já que tem prioridade sob bolas aéreas. É a posição mais difícil de se jogar no basebol já que as pessoas que jogam nessa posição normalmente são capitães, requerendo não só bons atributos físicos como também capacidade de liderança.[carece de fontes?]